# Karl Jónsson
Karl Jónsson, född cirka 1135, död 1213, var en isländsk abbot och författare. Jónsson blev abbot i Tingsöre kloster på nordvästra Island 1169. Han lämnade 1181 abbotskapet och vistades åren 1185—1187 i Norge. Efter återkomsten till Island inträdde han på nytt som abbot i sitt gamla kloster och innehade denna befattning till år 1207. Han avled år 1213.
Han anges som författare till Sverres saga.